# Панфилы
Панфи́лы (укр. Панфили) — село, входит в Яготинский район Киевской области Украины.
Население по переписи 2001 года составляло 1078 человек. Почтовый индекс — 07750. Телефонный код — 4575. Занимает площадь 2 км².

## Местный совет
07750, Київська обл., Яготинський р-н, с. Панфили, вул. Центральна, 1